# Maßstabsleiste

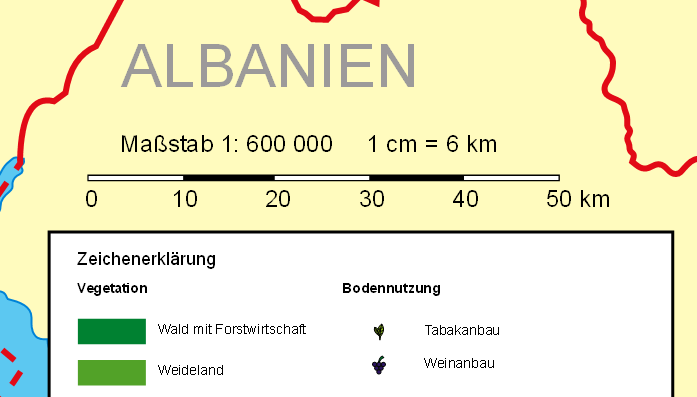
Maßstabsleiste mit numerischem Maßstab und Umrechnungshilfe am Rand einer Karte.

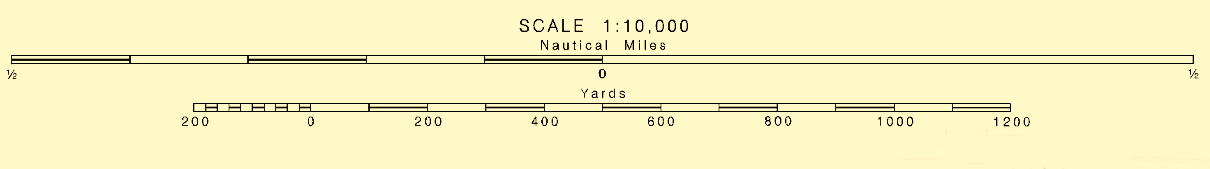
Zwei Maßstabsleisten in unterschiedlichen Einheiten (Seemeile und Yard)

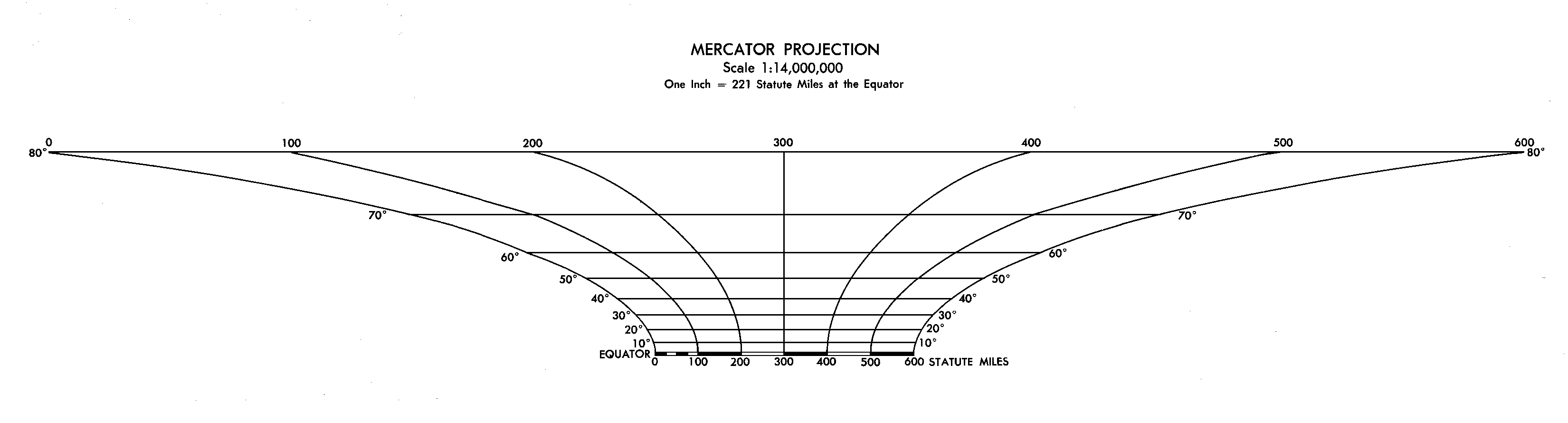
Maßstabsleiste für eine Weltkarte in der Mercator-Projektion

Die Maßstabsleiste ist eine Kennzeichnung oder Skala am Rand einer Karte, eines Planes oder einer Abbildung, auf der der Maßstab eingezeichnet und mit den wirklichen Distanzen beschriftet ist. Die Maßstabsleiste erleichtert das Messen auf der Karte und ihre Länge sollte daher auf mindestens 0,5 mm genau sein.
Ein weiterer Vorteil der Maßstabsleiste ist, dass eine damit versehene Karte oder Abbildung auch bei Änderungen ihrer Größe brauchbar bleibt. Denn oft werden Karten oder Skizzen verkleinert, ohne dass die Maßstabsbezeichnung entsprechend korrigiert wird.
Eine Maßstabsleiste kann – außer auf Papier – auch optisch oder digital realisiert sein, z. B. im Okular von Messgeräten als Strichplatte (auch indirekt als Größe einer Kreuzmarke) und auf digitalen Karten.
Maßstabsleisten waren vor der Mitte des 19. Jahrhunderts meist die einzige Maßstabsangabe auf Karten. In Extremfällen wurden bis zu zwanzig verschiedene Maßstabsleisten für unterschiedliche Längenmaße angegeben.